# Keith St. John
Keith St. John (Londen, 5 mei 1937 - Marbella, 21 november 2018) was een Brits autocoureur. In 1968 was hij eenmaal te vinden op de inschrijvingslijst van een Formule 1-race, de Grand Prix van Monaco van dat jaar voor het team McLaren, maar verscheen niet aan de start omdat zijn auto niet aanwezig was. St. John schreef zich hierna nooit meer in voor een Formule 1-race. Vanaf 1964 reed hij in de Formule 3 met Brabham en Lotus. Hij reed ook in sportwagens (Elva en McLaren) 1965 tot 1967, waarin hij twee overwinningen boekte. St. John was getrouwd met zijn collegacoureur Liane Engeman.